# Hypomma marxi
Hypomma marxi är en spindelart som först beskrevs av Eugen von Keyserling 1886.  Hypomma marxi ingår i släktet Hypomma och familjen täckvävarspindlar. Inga underarter finns listade i Catalogue of Life.